# Renault Traktor PE
Renault Traktor PE war ein Traktormodell des Herstellers Renault Agriculture, der ehemaligen Traktorensparte des französischen Automobilherstellers Renault. Die Produktion wurde 1926 gestartet. Das Modell war leichter und effizienter als die bisherigen Traktormodelle von Renault und war damit für mittelgroße französische Bauernhöfe gut zu verwenden. Bis zum Beginn des Zweiten Weltkriegs wurden 1800 Exemplare gebaut. Er hatte eine Motorleistung von 7 kW (10 PS) bis 15 kW (20 PS).